# Trampled Under Foot
"Trampled Under Foot" är en låt av Led Zeppelin som återfinns på albumet Physical Graffiti från 1975. Låten är skriven av Robert Plant, Jimmy Page och John Paul Jones. Den växte fram 1972 under en jamsession. Efter att låten släpptes 1975 spelades den flitigt på bandets konserter.